# ピーター・ガブリエル II
『ピーター・ガブリエル II』（原題：Peter Gabriel (II)）は、イングランドのミュージシャン、ピーター・ガブリエルによるソロ2作目。前作に続いて『Peter Gabriel』というアルバム・タイトルが使われた。『Peter Gabriel 2』、またはデザイナー集団ヒプノシスによるジャケットから『Scratch』とも呼ばれる。
イングランドのプログレッシブ・ロック・バンド、キング・クリムゾンの創設メンバーであるロバート・フリップによってプロデュースされた。彼がプロデュースした本作、ソロ・アルバム『エクスポージャー』（1979年）、ダリル・ホールの『セイクレッド・ソングス』（1980年）の3作品は、『MOR (More Of Middle) 3部作』と称される。

## 収録曲
特記なき楽曲の作詞・作曲はピーター・ガブリエル
サイド1
1. 「オン・ジ・エア」 - "On the Air" 5:30
2. 「D.I.Y.」 - "D.I.Y" 2:37
3. 「マザー・オブ・ヴァイオレンス」 - "Mother of Violence" (ガブリエル、ジル・ガブリエル) 3:10
4. 「ア・ワンダフル・デイ・イン・ア・ワン・ウェイ・ワールド」 - "A Wonderful Day in a One-Way World" 3:33
5. 「ホワイト・シャドウ」 - "White Shadow" 5:14

サイド2
1. 「インディゴ」 - "Indigo" 3:30
2. 「アニマル・マジック」 - "Animal Magic" 3:26
3. 「エクスポージャー」 - "Exposure" (ガブリエル、ロバート・フリップ) 4:12
4. 「フロットサム・アンド・ジェットサム」 - "Flotsam and Jetsam" 2:17
5. 「パースペクティヴ」（旧邦題「透視力」） - "Perspective" 3:23
6. 「ホーム・スウィート・ホーム」 - "Home Sweet Home" 4:37

## パーソネル
- ピーター・ガブリエル - ボーカル、ハモンドオルガン (11)、ピアノ (2)、シンセサイザー (5、7)
- ロバート・フリップ - ギター (1、3、5、10)、アコースティックギター (5)、フリッパートロニクス (8)
- トニー・レヴィン - ベース (1、5、7、8、10、11)、チャップマン・スティック (2、4、9)、ストリングベース (6)、リコーダー・アレンジメント (6、9)、バック・ボーカル (1、4、7、10、11)
- ロイ・ビタン - キーボード (1、3、5、6、10、11)
- ラリー・ファスト - シンセサイザー、トリートメント (1、2、5、7、10)
- ジェリー・マロッタ - ドラム (3以外)、バック・ボーカル (1、4、10、11)
- シド・マッギニス - エレクトリックギター (1、4、8、9、10、11)、アコースティックギター (2、3)、スティールギター (3、4、5、6、9、10、11)、マンドリン (2)、バック・ボーカル (7)
- トッド・コクラン - キーボード (2、4、6、7)
- ティム・カペロ - サクソフォーン (10、11)
- ジョージ・マージ - リコーダー (6、8、9)
- ジョン・ティムス - インセクツ (3)

## チャート
| チャート（1978年）               | 最高順位 |
| -------------------------------- | -------- |
| アメリカ（Billboard 200）        | 45       |
| イギリス（全英アルバムチャート） | 10       |